# Grande Tache rouge
Pour les articles homonymes, voir GRS.

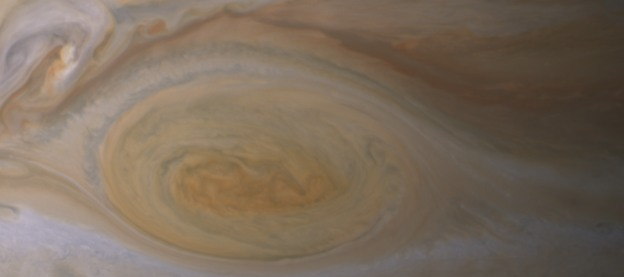
La Grande Tache rouge en vraies couleurs, vue par la sonde Cassini le 29 décembre 2000.

La Grande Tache rouge (en anglais : Great Read Spot, GRS) est un gigantesque anticyclone de l'atmosphère de Jupiter situé à 22° sud de latitude. Longue d'environ 15 000 kilomètres et large de près de 12 000 kilomètres (2015), elle est actuellement un peu plus grosse que la Terre, même si elle a atteint des dimensions bien supérieures par le passé. Des vents y soufflent à environ 700 kilomètres par heure. On observe une tache depuis 1665, c'est-à-dire il y a plus de 350 ans, bien que le nom de « Grande Tache rouge » n'ait été donné qu'autour de 1878 lorsque la couleur de l'objet était clairement rouge. Vers la fin du XXe siècle, sa couleur passe du rouge à une teinte plus brunâtre. La tache que nous voyons actuellement s'est formée vers 1850 ; celle qui a été observée par Cassini a disparu vers 1700.

## Observation

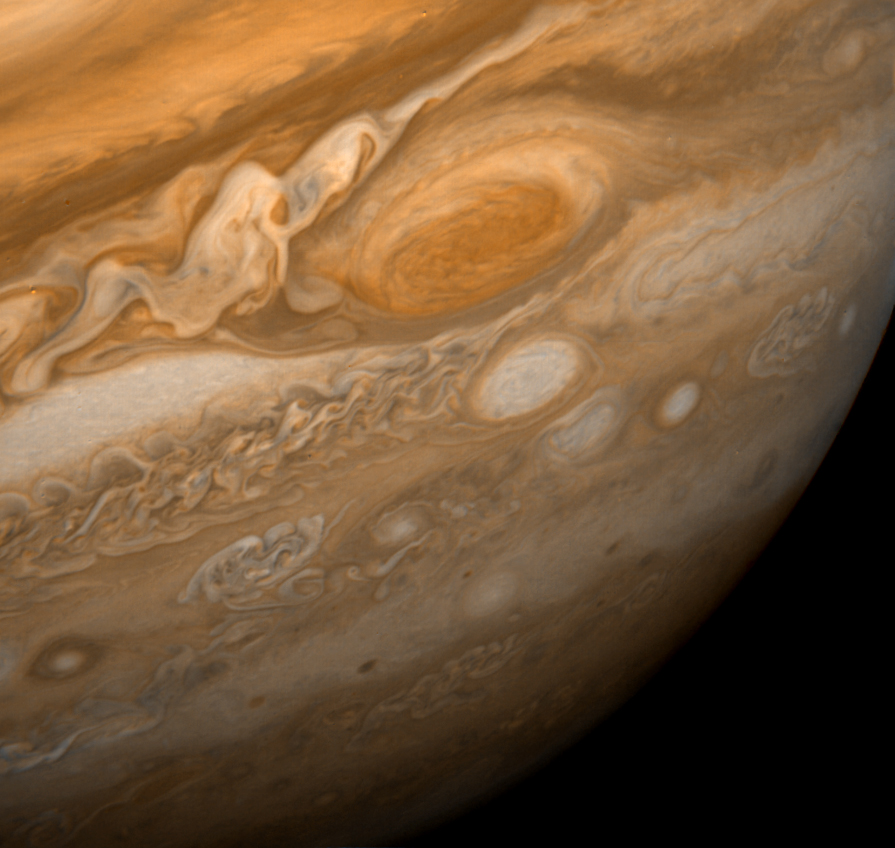
La Grande Tache rouge vue par Voyager 1 en 1979 en astronomie.

Le 25 février 1979, Voyager 1 a survolé Jupiter à 9,2 millions de km. C'est ainsi qu'ont été prises les premières images détaillées de la Grande Tache rouge, où des nuages, correspondant à des dimensions de 160 km, sont visibles. Les images les plus détaillées à ce jour sont dues à la mission Cassini-Huygens, avec une résolution de 60 km.

### Historique

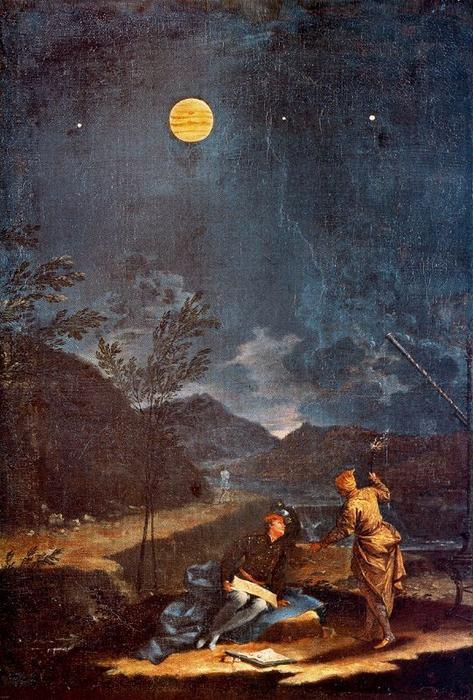
Jupiter représenté par Donato Creti en 1711, avec la Grande Tache Rouge.

La Grande Tache rouge a été découverte par Cassini en 1665. Bien qu'on en donne parfois le crédit à Robert Hooke en 1664,,, Cassini est le premier à l'observer plusieurs fois, ce qui lui permet de déterminer la période de rotation de Jupiter. Des études montrent que la tache observée à l'époque n'est pas celle que nous voyons aujourd'hui mais un autre anticyclone aujourd'hui disparu qui était plus petit et à peu près au même endroit. La tache n'est plus du tout mentionnée entre 1713 et 1831 alors que les instruments de l'époque l'auraient identifiée. Les cyclones sur Jupiter ne diminuent jamais en superficie, la tache représentée au XVIIe siècle était plus petite, donc ce n'est pas la même,.

### Au télescope
Elle est visible même depuis la Terre avec un télescope de 10 à 15 centimètres de diamètre.
Avec une période de rotation d'environ 6 jours terrestres, la Grande Tache rouge, qui peut passer deux ou trois fois au méridien central de Jupiter au cours d'une même journée, est bien placée pour l'observation environ une heure avant et après ce passage (si Jupiter est visible dans le ciel observé).

## Caractéristiques

### Dimensions

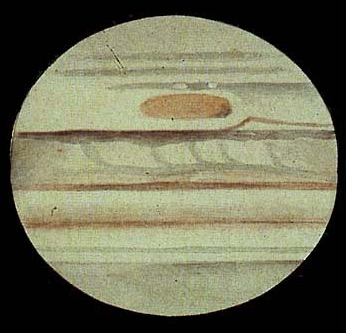
La Grande Tache rouge dessinée par Thomas Gwyn Elger en novembre 1881 ; le sud est vers le haut, selon l'inversion des télescopes.

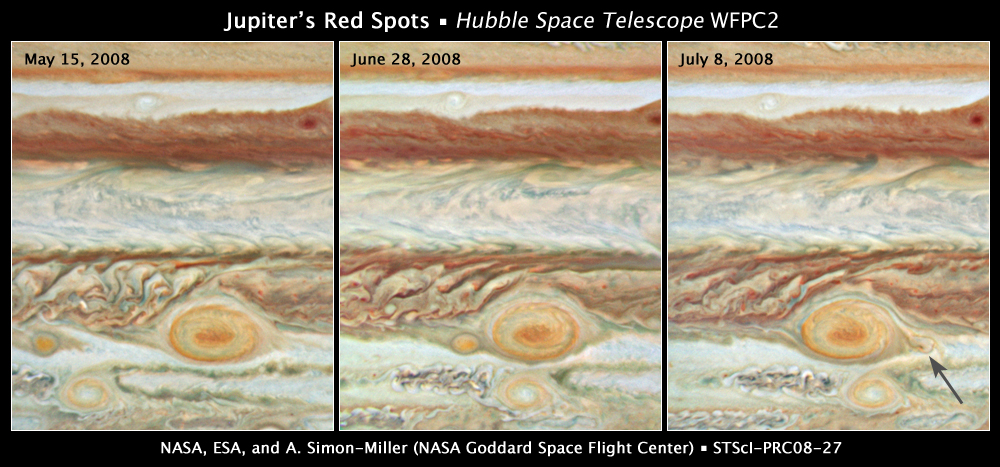
Évolution des trois taches rouges principales sur trois mois en 2008.

Depuis les années 1930, époque à laquelle ce phénomène a été constaté, on observe que la taille de la Grande Tache rouge diminue. Ainsi, la tache a perdu la moitié de sa taille au cours du XXe siècle. Les dessins et photographies de la planète nous montrent qu'à la fin du XIXe siècle, la tache couvrait 35 degrés en longitude sur la planète, soit une longueur d'environ 40 000 kilomètres, plus de trois fois le diamètre de la Terre. Lorsque Voyager 1 et Voyager 2 l'ont survolée en 1979, elle avait rapetissé à 21 degrés, soit environ 25 000 kilomètres de long, deux fois le diamètre de la Terre. Sa hauteur en latitude est demeurée à peu près constante, entre 12 000 et 14 000 kilomètres (environ la taille de la Terre). De nouvelles photographies prises à la fin du XXe siècle et au début du XXIe siècle montrent que le phénomène se poursuit et même s'accélère : en 2014, la tache ne mesure plus qu'environ 16 000 kilomètres de long, à peine plus que la taille de la Terre et la taille la plus faible connue depuis la découverte du phénomène, avec une diminution de taille de près de 1 000 kilomètres par an depuis 2012. Il semble néanmoins que cette taille soit similaire à ce qui aurait été observé au XVIIe siècle si l'on se fie aux dessins des observateurs de l'époque.
En l'absence d'éléments plus probants, les scientifiques ne savent décider s'il s'agit d'une tendance qui amènera sa disparition complète (certains vont jusqu'à parler de changement climatique global en cours sur Jupiter) ou s'il s'agit d'une fluctuation aléatoire normale (et donc seulement transitoire). Une hypothèse quant à son rapetissement est que depuis l'époque de Voyager, la vitesse des vents entourant la tache a augmenté de 70 % ; cette vitesse est d'environ 700 km/h tandis qu'en 1979, elle était d'environ 400 km/h. Selon Amy Simon, du NASA Goddard Space Flight Center, les dernières observations constatent l'existence de nombreux petits tourbillons qui entretiendraient le vortex et pourraient avoir un impact sur l'accélération du changement en modifiant les dynamiques et énergies internes de la Grande Tache.
Entre 2014 et 2015, la Tache aurait rétréci de 240 kilomètres, pour atteindre une forme quasi circulaire de 15 660 kilomètres de diamètre. Au 3 avril 2017, la tache mesure 16 350 kilomètres de large, soit 1,3 fois le diamètre de la Terre.
En 2021, l'analyse des données gravimétriques obtenues par la sonde Juno permet pour la première fois d'évaluer l'épaisseur de la Grande Tache rouge : moins de 500 km.

### Position
La latitude de la Grande Tache rouge a été observée comme étant stable autour de 22° dans l'hémisphère sud, avec des variations d'un degré, tandis que sa longitude varie constamment, (119° en septembre 2007 et 127° en juillet 2008). Son altitude a quant à elle augmenté au fil du temps.

### Couleur
Autour de 1878, la couleur de l'objet est visiblement rouge. C'est d'ailleurs à partir de ce moment que le nom de « Grande Tache rouge » lui a été assigné. Vers la fin du XXe siècle, sa couleur est passée de rouge à brun puis orange depuis 2014 sans que ce changement de teinte soit bien compris.
La couleur de la Grande Tache rouge varie en intensité à des intervalles irréguliers : entre 1947 et 1997, la tache a été plus foncée dans les périodes 1961-1966, 1968-1975, 1989-1990 et 1992-1993.
Sa couleur varie du saumon au gris lorsque observée depuis la Terre. Des images à haute résolution ont montré que l'aspect grisâtre provient de nuages blancs qui peuvent se superposer à la Grande Tache rouge.

### Vents et rotation

Animation de la Grande Tache rouge
Source : Musée américain d'histoire naturelle.

La Grande Tache rouge est confinée par deux courants-jet : un jet de force relativement modeste vers l'est (prograde) sur son côté sud et un autre très fort vers l'ouest (rétrograde) sur le nord.
On observe depuis 1966 que sa rotation va à l'inverse des aiguilles d'une montre, c'est-à-dire dans le sens anti-horaire. Ceci a été confirmé par Voyager 1 et 2 en 1979 : à cette époque, la période de rotation était de 6 à 8 jours terrestres, ce qui correspond à des vents d'environ 400 km/h en périphérie.
La période de rotation a diminué avec le temps, proportionnellement à la diminution de sa grandeur, ce qui pourrait indiquer un lien entre les deux phénomènes.

### Structure et composition
Dans la troisième dimension, on a pu noter que le sommet des nuages de la Grande Tache rouge s'élève à plus de 8 km au-dessus du sommet des nuages environnants, ce qui est une conséquence de sa température plus basse, détectée par l'étude de données infrarouges à 892 nanomètres.
Habituellement, les formations blanches sont formées de nuages de très haute altitude et les formations brunes sont au niveau des nuages les plus nombreux.
L'origine de la couleur très marquée de la Grande Tache rouge ne fait pas l'objet d'un consensus, même s'il est probable qu'elle réclame des composés organiques ou des molécules phosphorées ou sulfurées.
Certains astronomes pensent que cette couleur est produite par une réaction chimique : la tache puise des matériaux non identifiés dans les profondeurs de Jupiter que la lumière ultraviolette du Soleil ferait réagir chimiquement. Une autre possibilité est que ces composés chimiques soient produits par des décharges électriques.

### Températures
En associant les données acquises avec le spectromètre infra-rouge du VLT à celles obtenues avec d’autres observatoires, les astronomes ont pu se rapprocher de la résolution du télescope spatial Hubble et obtenir des images thermiques précises : la température moyenne de la tache est de −160 °C, le centre de l’anticyclone étant plus chaud de 3 à 4 °C, où, la couleur rouge est plus prononcée. Cette différence de température est suffisante pour permettre à la circulation de la tempête, habituellement dans le sens horaire, de se changer en lente circulation dans le sens anti-horaire au cœur même du centre de la tempête. Les bandes sombres qui se distinguent indiquent des masses de gaz plus froides qui suivent des courants descendants vers les profondeurs de la planète géante.

### Stabilité et durée de vie
La Grande Tache rouge a été découverte par Cassini en 1665. Ces observations originales s'étalent de 1665 à 1713. On s'est longtemps posé la question sur les données provenant d'entre sa découverte en 1665 et 1830 qui ne permettent pas de déterminer avec certitude si la Grande Tache rouge est la même qu'à l'origine de la découverte ou si elle s'est dissipée et reformée, ou encore, si les observations d'avant 1830 n'étaient simplement pas archivées. Toutefois même avec une durée de près de deux siècles, c'est un record de longévité exceptionnel pour un anticyclone : sur Terre, les anticyclones ne durent que quelques dizaines de jours. Même si des phénomènes similaires sont enregistrés dans les atmosphères de toutes les planètes à atmosphère gazeuse (en particulier la Grande Tache sombre de Neptune), les scientifiques s'interrogent aujourd'hui encore sur l'origine exacte de cette formation et sur le mécanisme qui l'entretient aussi régulièrement.
Des simulations ont indiqué que sa stabilité peut provenir de l'absence de surface solide sous la Grande Tache rouge (qui évite ainsi la plus grande partie de la dissipation par frottement) et d'une tendance naturelle à absorber les turbulences alentour (comme source d'énergie renouvelée puisée dans la chaleur de l'atmosphère jovienne). Des modèles mathématiques suggèrent que la tempête est stable et est une caractéristique permanente de la planète, il n'y a cependant pas consensus sur la question parmi les spécialistes.

## Climatologie: anticyclone

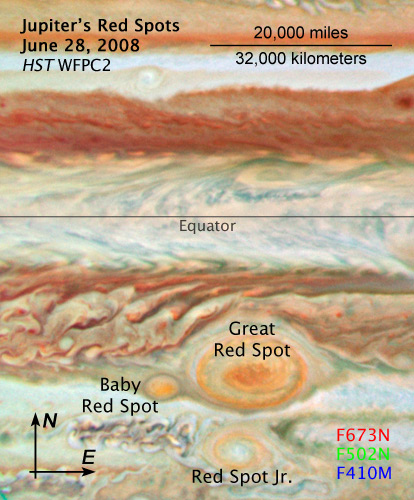
Les taches rouges de Jupiter en 2008.

La Grande Tache rouge est un anticyclone puisqu'elle subit une rotation dans la direction anti-horaire dans l'hémisphère sud de Jupiter. Selon l'équilibre géostrophique entre la pression et la force de Coriolis dans cet hémisphère, ceci implique que c'est un système de haute pression. Il est souvent pensé que parce que sur Terre, les cyclones de toutes tailles sont des systèmes de basse pression, la Tache contrevient à la météorologie classique. Cependant, cette comparaison est mauvaise car les systèmes terrestres sont notés à partir de la rotation des nuages dans la partie basse de l'atmosphère alors que la Grande Tache rouge est vue depuis le sommet de celle-ci. Une dépression thermique dans la masse du nuage de Jupiter produirait ainsi un anticyclone à son sommet, seul visible par les astronomes.

## Voisinage

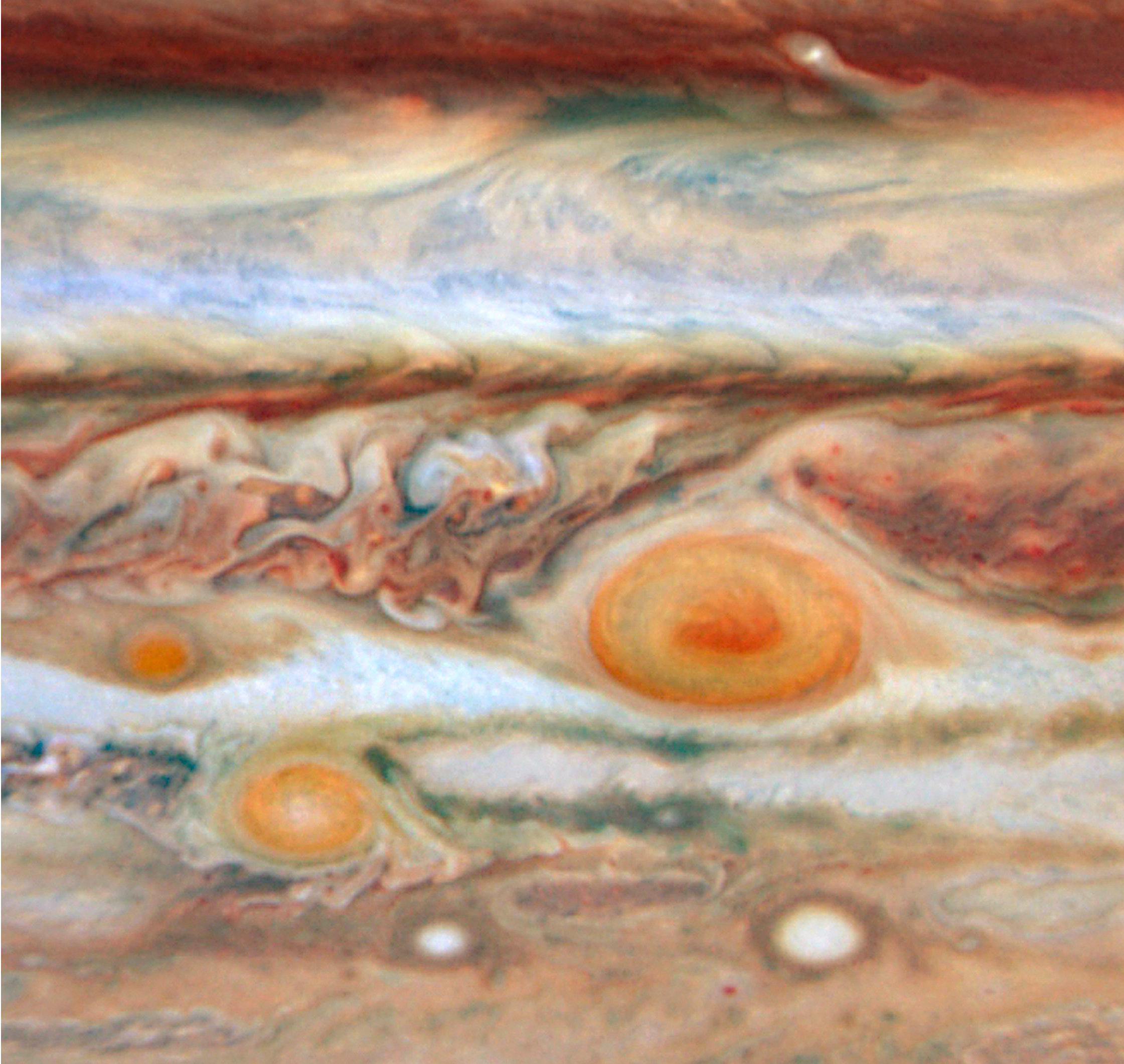
La Grande Tache Rouge (formation importante rouge la plus à droite) et Ovale BA (formation rouge au centre des deux autres taches rouges) entourés d'autres formations.

La Grande Tache rouge est entourée d'un ensemble complexe d'ondes turbulentes qui peuvent donner naissance à un ou plusieurs petits anticyclones satellites.
En l'an 2000, une autre tache s'est formée dans l'hémisphère sud, similaire en apparence à la Grande Tache rouge mais plus petite. Elle a été créée par la fusion de plusieurs tempêtes ovales blanches plus petites (observées pour la première fois en 1938). La tache résultante, nommée Oval BA et surnommée Red Spot Junior (« Petite Tache rouge » en anglais), a depuis accru son intensité et est passée du blanc au rouge,,.
Les mêmes mesures infrarouges indiquent que Red Spot Junior s'élève à la même altitude que la Grande Tache rouge et la même hypothèse quant à sa composition est mise en avant.

## Dans la fiction
- L'épisode de Battlestar Galactica intitulé L'Œil de Jupiter en 2006[33].
- Dans Jupiter : Le Destin de l'univers, un film de 2015 mettant en vedette Mila Kunis et Channing Tatum, la tempête de Jupiter sert de sas d'entrée pour une base secrète, utilisée par une civilisation avancée d'humains extra-terrestres hostiles dont le but est de « récolter » la Terre.